# 경산시립박물관
경산시립박물관은 경상북도 경산시 소재의 박물관이다.

## 연혁
- 1996.07 박물관건립 기본계획(안) 수립 (1안-사동지구, 2안-임당지구)
- 1997.03 박물관건립 기본계획 확정 (사동지구)
- 2000.02.09 기본 및 실시 설계 시행
- 2000.12.30 설계 용역 계약체결 및 착공
- 2002.01.02 공사착공
- 2003.12.02 전시기본 계획 확정
- 2005.06.13 공사완공
- 2006.02.16 전시공사 준공
- 2006.11.11 전시보완공사 준공
- 2007.02.09 경산시립박물관 개관
- 2007.04.16 박물관 등록(경북2007-1, 1종 전문박물관)

## 이용 안내
- 이용시간: 오전 09:00부터 오후 18:00까지(입실은 오후 17:00까지 가능)
- 휴관일: 매주 월요일, 1월 1일, 설·추석 당일
- 관람료: 무료

## 교통
- 버스 990번,남산1,남산2,용성1(미래대학,시립박물관정류소)
- 버스 100번,399번(시립박물관정류소)